# Mordfall Domenico Lorusso
Der Mordfall Domenico Lorusso war der Mord im Jahr 2013 an einem 31-jährigen italienischen Luft- und Raumfahrtingenieur in München, der von einem Unbekannten erstochen wurde. Der Täter konnte trotz vorhandener DNA-Spuren bis heute nicht ermittelt werden. Auch eine mehrmalige Ausstrahlung in der ZDF-Fernsehreihe Aktenzeichen XY … ungelöst in den Jahren 2013 und 2016 ergab keine verwertbaren Erkenntnisse, die zur Ermittlung des Täters hätten führen können. Im August 2017 rekonstruierte RTL II in der Sendung Ungeklärte Fälle – Deine Hilfe zählt den Tatablauf. Der Fall ist auch unter dem Namen „Isarmord“ bekannt.
Das Verbrechen war Vorlage für die Folge Wo bist du, Feigling? der ZDF-Krimiserie München Mord, die am 3. September 2016 ausgestrahlt wurde. Das Drehbuch schrieb Friedrich Ani.
Die Tat ist neben dem Mordfall Michaela Eisch und dem Tod von Sonja Engelbrecht einer der unaufgeklärten Mordfälle in München, die bundesweit eine große Medienresonanz hervorriefen.

## Tathergang
Am Abend des 28. Mai 2013 gegen 22 Uhr befand sich Lorusso zusammen mit seiner Verlobten auf dem Radweg an der Erhardtstraße entlang der Isar auf dem Heimweg nach Haidhausen. Am nächsten Tag wollten sie in ihre Heimatstadt Potenza in Süditalien reisen, um ihren Familien die bevorstehende Heirat bekanntzugeben. Als ein Unbekannter am Fahrbahnrand die Frau, die hinter ihm fuhr, zwischen dem Deutschen Museum und dem Europäischen Patentamt unvermittelt anspuckte, machte Lorusso kehrt, um den Mann zur Rede zu stellen. Aus einiger Entfernung sah die Verlobte ein kurzes Gerangel, bei dem sich der Täter selbst leicht verletzte. Lorusso sank zu Boden und der Täter entfernte sich mit ruhigen Schritten Richtung Corneliusbrücke. Lorusso starb kurze Zeit später im Krankenhaus.

## Ermittlungen

Fahndungsplakat der Polizei in Tatortnähe, aufgestellt am 26. Mai 2023

Die Polizei überprüfte seitdem 16.000 Menschen, nahm 5.700 Speichelproben und bearbeitete knapp 800 Hinweise. Die Daten von 64.000 Handys, die bei Funkmasten im Umfeld des Tatorts angemeldet waren, wurden ausgewertet und fast 7.500 Handybesitzer überprüft. Die Polizei setzte eine Belohnung in Höhe von 10.000 Euro aus. Zwischenzeitlich waren 30 Beamte in der Sonderkommission „Cornelius“ beschäftigt. Im Dezember 2013 kündigte das Polizeipräsidium München die Auflösung der SoKo und die Reduzierung der Ermittlergruppe auf 8 Personen an, was vom Stadtrat seiner Heimatgemeinde Potenza kritisiert wurde. Auch der Bruder des Opfers erhob Vorwürfe gegen die Ermittlungen.
Da der Unbekannte sich bei dem Angriff selbst verletzt hat und am Tatort DNA-Spuren gefunden wurden, gab die Münchner Polizei 2019 unter Anwendung des neuen Polizeiaufgabengesetzes (PAG) eine vertiefte DNA-Analyse bei Experten am Institut für Gerichtliche Medizin der Universität Innsbruck in Auftrag. Laut Ergebnis der Analyse hat der Täter mit hoher Wahrscheinlichkeit braune Augen, eher helle braune Haare und einen „mittleren Hauttyp“, seine Vorfahren väterlicherseits stammten aus Osteuropa im Raum Nordukraine, Belarus und Russland.
2022 nahm das Münchner Kommissariat K 11 eine dreimonatige, umfassende Fallrevision der Ermittlungsakten vor, die sich im sogenannten „Mordkeller“ des Kommissariats in der Hansastraße befinden. Dabei stießen die Ermittler auf über 30 neue Spuren, die überprüft wurden. Zusätzlich nahmen die Ermittler erneut Kontakt zu Krankenhäusern, Arztpraxen und Krankenkassen auf, da sich der Täter bei der Tat selbst verletzt hatte und dessen Behandlung bei den damaligen Ermittlungen eventuell übersehen wurde.
Am 26. Mai 2023 wurde von der Polizei für etwa einen Monat eine sechs Quadratmeter große Plakatwand mit einer Fotografie von Domenico Lorusso in der Erhardtstraße in München in der Nähe des Tatortes aufgestellt, um dadurch eventuell neue Hinweise zum Täter zu erhalten. Die Aufnahme wurde der Polizei von der Familie des Ermordeten zur Verfügung gestellt.